# Оптичка слика
Оптичка слика је слика створена пресликавањем тачкастих извора светлости са објекта у њихове слике створене сабирањем светлости у оптичком склопу (систему). Оптичка слика се ствара на површини која може бити приближно равна или закривљена, што зависи од особина оптичког склопа и величине објекта.
У геометријској оптици, у којој се простирање светлости прати правим линијама нормалним на таласни фронт - зрацима - оптичка слика има само геометријска својства одређена геометријом зрака. Основна геометријска својства оптичке слике - положај и величина - одређују се на основу путање централних зрака у отвору оптичког склопа тј. на основу Гаусове оптике, тj. оптикe првог реда.
У физичкој оптици, у којој се простирање светлости прати непосредно као простирање светлосних (електромагнетних) таласа, оптичка слика поред геометријских има и физичка својства: сјај, оштрину (контраст) и границу рaзлучивости. Њихова каквоћa зависи од својстава објекта, својстава оптичког склопа и величине оптичких аберација.

## Геометријскa оптичкa сликa
Основа геометријске оптичке слике је геометријска слика тачке, која је у Гаусовој оптици, због тога што ова користи централне зраке за које су аберације слике тачке занемарљиве, такође тачка. Ова слика, сачињена од слика тачки са површине објекта, одражава само његова геометријска својства.  

### Стварање геометријске оптичке слике
За одређивање основних својстава геометријске слике објекта на датој даљини од оптичког елемента - који је у поједностављеном случају Гаусове оптике или оптичка површина, или танко сочиво - који га пресликава довољно је знати жижну даљину оптичког елемента. У Гаусовском сценарију, централни зрак који пролази кроз средиште отвора елемента без промене правца, и ивични зрак са објекта који стиже до отвора паралелан са оптичком осом и бива усмерен ка задњој жижи елемента, секу се у одређеној тачци иза оптичког елемента. Ова тачка одређује положај слике на оси, тј. њену удаљеност од оптичког елемента, као и висину (величину) слике.
 Слика десно приказује стварање оптичке слике у случају танког позитивног сочива - где је танко сочиво дефинсано као сочиво чија дебљина је занемарљива у поређењу са његовом жижном даљином - и удубљеног огледала. Што је даље објект, то је његова слика ближе жижи, да би за врло удаљене објекте практично била на истој даљини као жижа (строга дефиниција жиже је "тачка сабирања зрака који су у простору објекта паралелни са оптичком осом", тј. који долазе са објекта који је бесконачно далеко; у ширем значењу, жижа је сабирна тачка зрака без обзира на удаљеност објекта). 

### Својства геометријске оптичке слике
Три основна својства геометријске слике су: 
(1) удаљеност у односу на оптички елемент,
(2) величина и 
(3) увећање у односу на објекат

#### Удаљеност геометријске слике
Удаљеност геометријске слике у односу на оптички елемент који је ствара дата је у најједноставнјим случајевима - зa једну преломну површину, удубљено огледало или танко сочиво - општом једначином оптичке слике у Гаусовој, тј. оптици првог реда:
```
                         

  

    

      

        

          

            

              
n

              
′

            

            
S

          

        

        
=

        

          

            

              
(

              

                
n

                
′

              

              
−

              
n

              
)

            

            
R

          

        

        
+

        

          

            
n

            
O

          

        

      

    

    
{\displaystyle {\frac {n'}{S}}={\frac {(n'-n)}{R}}+{\frac {n}{O}}}

  

         (1)
```

где су n и n' индекс преламања или одбијања средине из које зраци падају на оптичку површину/елемент и средине после преламања или одбијања, у том редоследу, О је даљина објекта, S је даљина слике, и R је радијус закривљености оптичке површине. Једначина важи и за танко сочиво, али мора да се примени на обе површине тако што се прво израчуна удаљеност слике за прву површину и онда та слика постаје објект за другу површину.
Знак индекса зависи од смера у ком се креће светлост и особина координатног система. У картезијанском (Декартовoм) координатном систему индекс је позитиван кад се светлост креће слева надесно, и негативан у обрнутом смеру. На пример, за удубљено огледало у ваздуху, окренуто налево, n=1 а n'=-1. За танко сочиво, такође у ваздуху, од стакла са индексом преламања 1,5 и светлошћу која на њега пада слева надесно, n=1 и n'=1.5 ѕа прву површину, а за другу n=1.5 и n'=1, итд.
Слично, полупречник закривљености оптичке површине је позитивна величина кад је центар закривљености десно од површине, и негативна кад је лево од површине. 
Знак за удаљеност објекта зависи од усвојене конвенције; у примеру на слици удаљеност се мери од центра оптичке површине, те је стога негативна. Сагласно томе, у једначини (1) између два члана на левој страни се користи плус. Да се удаљеност мери од објекта имала би позитиван знак, и измедђу та два члана би се користио минус. У начелу, ово важи за све раздаљине (дата једначина претпоставља да се удаљеност до слике мери од оптичке површине, те је позитивна за сочиво, а негативна за удубљено огледало, ако је објекат на удаљености већој од жижне даљине).
За објект у бесконачности (практично и за врло удаљене објекте) n/О у једначини (1) се своди на нулу, и удаљеност слике S је једнакa жижној даљини (ƒ), која се може изразити као:
```
                          

  

    

      

        
S

        
=

        
f

        
=

        

          

            
R

            
2

          

        

      

    

    
{\displaystyle S=f={\frac {R}{2}}}

  

        (2)
```

за удубљено огледало у ваздуху
```
                        

  

    

      

        
S

        
=

        
f

        
=

        

          

            

              

                
n

                
′

              

              
R

            

            

              

                
n

                
′

              

              
−

              
1

            

          

        

      

    

    
{\displaystyle S=f={\frac {n'R}{n'-1}}}

  

       (3)
```

за преломну површину у ваздуху, и
```
                  

  

    

      

        
S

        
=

        
f

        
=

        
(

        

          
n

          
′

        

        
−

        
1

        
)

        

          
(

          

            

              

                
1

                

                  
R

                  

                    
1

                  

                

              

            

            
−

            

              

                
1

                

                  
R

                  

                    
2

                  

                

              

            

          

          
)

        

      

    

    
{\displaystyle S=f=(n'-1)\left({\frac {1}{R_{1}}}-{\frac {1}{R_{2}}}\right)}

  

        (4)
```

за танко сочиво у ваздуху. 
На пример, жижна даљина двоструко испупченог сочива са n=1.5, R1=100мм и R2=-200мм је 133,3мм.
Из геометрије стварањa слике види се да су другa две основна својства геометријске слике - величина слике и њено увећање - непосредно условљене првим.

#### Величина оптичке слике
Величина слике - тј. висина слике највише тачке у равни слике - је дата производом упадног угла те тачке (α) у радијанима и удаљености слике од оптичког елемента (S). (за мале углове, какви се најчешће срећу код оптичких објектива, угао у радијанима је практично једнак његовом тангенсу, тј. α=h/О, количник висине слике тачке и удаљености објекта).

#### Увећање оптичке слике
Увећање слике (M) је дато количником даљине слике и даљине објекта, дакле 
```
                          

  

    

      

        
M

        
=

        

          

            
S

            
O

          

        

      

    

    
{\displaystyle M={\frac {S}{O}}}

  

         (5)
```

У зависности од знака ове две величине које одређују увећање слике, оно може да буде позитивно или негативно. У начелу, увећање има негативан знак кад је оријентација слике супротна оријентацији објекта. 
Ово доводи до недоследности једначине за увећање, јер су, на пример, у доследној примени начела картезијанског координатног система у случају удубљеног огледала обе величине негативне и, према томе, увећање позитивно, мада је оријентација слике супротна оријентацији објекта. Ова недоследност се најчешће уклања тако што се увећање дефинише са М=-(S/О), а жижној даљини огледала се даје позитиван знак, пошто је удаљеност објекта, мерена од објекта према објективу, такође позитивна. У следу с тим, пошто је удаљеност слике сочива позитивна, и удaљеност објекта мора да буде позитивна, тј. мери се од објекта према објективу, смештеном у центру координатног система с оптичким отвором окренутим налево, према објекту. 
Све недоследности у одређивању знака величина које се користе у једначинама морају да се ускладе са једначинама у којима се користе, да би ове дале тачан резултат.

## Физичкa оптичкa сликa
Основа физичке или дифракционе оптичке слике је физичка слика тачке, описана функцијом ширења тачке. Физичка слика је стварна појава, сачињена од сабране енергије светлосних таласа. Као таква, може се посматрати било непосредно или уз помоћ оптичког склопа какав је окулар. Такође, може се забележити на фотографску емулзију или CCD.

### Стварање физичке оптичке слике
За разлику од геометријске слике тачке, која је апстрактна геометријска творевина створена пресеком правих линија нормалних на основни таласни фронт (тј. геометријских зрака), физичка слика тачке је стварна слика створена из енергије светлосних таласа који се шире из сваке тачке овог основног таласног - или, тачније, фазног - фронта, не само у правцу нормалa на тај фронт, него и у другим правцима. Ово произилази из Хајгенсовог принципа простирања светлости, који постулира да свака тачка таласног фронта (у начелу, свака тачка погођена светлосним таласом) постаје извор нових таласа који се шире као сферни таласни фронтови (Хајгенсовe таласне сфере) тј. као зраци нормални на ове фронтове (Хајгенсови зраци). Зраци који се шире у правцима различитим од нормала на таласни фронт зову се дифрактовани (скренути) зраци, а енергија светлости која се креће у тим правцима је дифрактована (скренута) енергија, или дифрактовано (скренуто) поље. 
 Сагласно томе, физичка слика која је створена међудејством (интерференцијом) свих таласа у простору слике назива се дифракциона слика. Слика десно приказује шему стварања физичке слике тачке сa кружним отвором оптичког склопа (ради јасноће означене су само три тачке на таласном фронту, А, Б и В), као и попречни и уздужни пресек физичке слике тачке.
Пошто је за сферни основни таласни фронт - при коме је ширење енергије у слици тачке најмање - сабирање енергија појединих таласа најповољније у центру закривљености сфере којој припада таласни фронт, где се сви таласи срећу у истој фази, енергија слике је највиша у тој тачци. Са радијалним удањавањем од ове тачке у начелу се повећавају разлике у дужини пута појединих таласа, а тиме и разлике у њиховој фази, што доводи до тога да се таласи збирају мање успешно, и ниво сабране енергије, тј. сјај, нагло опада.
Из истог разлога је збирање таласа најуспешније на даљини на којој се ствара слика; идући ближе или даље фазне разлике између појединих таласа врло брзо расту. Ово онемогућава стварање мале слике тачке, а тиме и стварање препознатљиве слике објекта.
 На слици десно приказане су основе међудејства (интерференције) таласа у зависности од њихове фазне разлике. Таласни (фазни) круг показује промену таласног циклуса у оквиру пуне таласне фазе од 2π радијана, а збирна амплитуда (испрекидане црвене стрелице) два таласа је векторски збир њихових фаза (непрекидне црвене стрелице спојене тачкастом линијом), где је величина амплитуде круга једнака двострукој амплитуди појединачног таласа (важи за таласе са истом амплитудом). 

### Својства физичке оптичке слике
Физичка слика, уз геометријска (удаљеност, величина, увећање), има и физичка својства: сјај, као укупни сјај тј. енергија садржана у слици, и као површински сјај који се мери по јединици површине. Такође, битно својство физичке слике је распоред енергије унутар слике, који зависи како од својстава објекта, тако и од својстава оптичког склопа који ствара слику. У одсуству аберација, распоред енергије у слици је одређен дифракцијом; кад су аберације присутне, оне су додатни чинилац који мења распоред енергије (распоред енергије проширене физичке слике такође зависи од врсте светлости, и разликује се за кохерентну, тј. фазно усклађену, и некохерентну светлост, као што је описано ниже у тексту, под "Сјај"). 
Као производ електромагнетног поља, физичка слика је увек тродимензионална, тј. има ширину, висину и дубину. Попречни пресек слике тачке у ком је енергија средишње тачке највиша је дифракциони, или најбољи фокус. У основи, проширена физичка слика је конволуција (збир) геометријске Гаусовске слике и физчке (дифракционе) слике тачке у свакој тачци геометријске слике. Другим речима, проширени објекти се састоје од великог броја тачкастих извора светлости, и њихова физичка слика је сачињена од физичкх слика ових тачака, тj. збира енергија ових слика тачака. 
 Пошто је физичка слика састављена од физичких слика тачака, које нису тачке него мрље енергије, физичка слика је увек мање оштра од пресликаног објекта и његове геометријске слике, која се од објекта разлкује само у величини. Слика десно показује геометријску и физичку слику у односу на објект, као и утицај величине отвора оптичког склопа на каквоћу физичкe слике.
Својства физичке слике тачке зависе од својстава оптичког склопа који ствара слику, тј. од функције ширења тачке оптичког склопа (система). 

### Функцијa ширења тачке оптичког склопа
Функцијa ширења тачке је математички опис физичке слике тачке: кроз опис распореда енергије, ова функција такође описује величину и облик слике тачке. Својства Функцијe ширења тачке оптичког склопa су одређена својствима самог оптичког склопа - пречником отвора, фокалним рациом (рацио жижне даљине и пречника отвора), величином и врстом аберација, као и преносним (трансмисионим) особинама отвора склопа. У основном случају, нема аберација (тј. таласни фронт склопа је сферног облика) и отвор склопа је кружан, са уједначеним преносом енергије преко целе површине, у ком случају су својства функције тачке одређене само величином отвора и фокалним рациом склопа.

#### Величина
Линеарна величина слике описaнe функцијом ширења тачке је, у попречном пресеку, сразмерна фокалном рацију објектива, док је њена угаона величина обрнуто сразмерна његовом пречнику отвора. Угаона величина ове слике, у одсуству аберација и/или промене (равномерног) преносног својства оптичког отвора, одређује раздвојну моћ оптичког склопа. У уздужном пресеку, дужина средишњег згуснућа светлости је сразмерна квадрату фокалног рација (што значи да је толеранција за дефокус оптичког склопа такође сразмерна квадрату његовог фокалног рациа).

#### Облик
Облик ове светле површине зависи од облика отвора објектива. У начелу, њен најсветлији, средишњи део, обликом мање или више подсећа на облик отвора, док се облик спољног дела слике такође мењa у зависности од облика отвора оптичког склопа, али мање предвидљиво. Слика десно приказује физичку слику тачке за неколико различитих облика отвора, без аберација. Физичка слика са кружним отвором је, због своје симетрије, најбоља за опште намене, док другачији облици отвора могу да буду бољи за неке посебне намене.

#### Сјај
Сјај ове слике је сразмеран површини отвора у случају некохерентне светлости, док је у случају кохерентне светлости сразмеран квадрату површине отвора. Ово је последица разлике у међудејству таласа у кохерентној (фазно усклађеној) и некохерентној (фазно неусклађеној) светлости, која се огледа у томе да се кохерентни таласи сабирају на нивоу амплитуде, у тзв. збирну амплитуду, чији квадрат даје коначну енергију. Са друге стране, некохерентни таласи због своје фазне неусклађености не могу да се сабирају на нивоу амплитуде, те је амплитуда сваког појединог таласа квадрирана у његову енергију, и те појединачне енергије се сабирају у коначну енергију. 
 Због тога се каже да је кохерентна светлост линеарна у збирној амплитуди и квадратна у енергији, док је некохерентна светлост линеарна у енергији, а квадратна у амплитуди. 
Ово такође има за последицу разлике у својствима проширене слике у кохерентној у односу на некохерентну светлост. Слика десно показује ово на једноставаном примеру три тачкаста извора светлости, која су на основном нивоу приказана као функција ширења амплитуде (кохерентна светлост) и функција ширења (енергије) тачке (некохерентна светлост).

#### Распоред енергије
У случају сферног таласног фронта, једина тачка до које таласи из свих његових тачака прелазе исти пут, те се у њој срећу у истој фази, је центар закривљености сфере којој припада таласни фронт. Стога је јачина зрачења у тој тачки највећа. Са удаљавањем од ове тачке повећавају се разлике у фази таласа који се срећу, чиме се слаби јачина зрачења у тим тачкама. Услед тога, физичка или дифракциона слика тачке је светла површина чији сјај опада са удаљавањем од средишта. Овo oпадање сјаја није равномерно; најсјајнији део, средишњи диск, је окружен наизменичним тамним и светлим прстеновима, где светли прстенови слабе у јачини како међудејство таласа опада са повећањем удаљености од средишње тачке (овај опис распореда енергује  у слици тачке важи за уобичајени кружни оптички отвор).

## Стварна и замишљена оптичка слика
Незавсно од тога да ли се представља као геометријска или физичка, оптичка слика може бити стварна или замишљена (имагинарна). У начелу, стварна слика постоји физички у жижи сабирних зрака (тј. као творевина сабирних таласних фронтова), док је замишљена слика тачке само пројекција тачке пресека у смеру супротном од смера расипних зрака по проласку кроз оптичку површину или елемент. Геометрија замишљене оптичке слике ствара се кад је даљина објекта мања од жижне даљине; кад је даљина објекта већа од жижне даљине, слика је стварна. 
 Мада замишљена оптичка слика не постоји, јер нема стварну жижу, људско око је у стању да је види ако се нађе у путањи њених расипних зрака, јер очно сочиво фокусира ове зраке на мрежњачу у тачке чији се привидни положај пројектује у простор испред ока, под углом одређеним упадним углом снопа расипних зрака.
Слика десно приказује геометрију замишљене слике у случају сабирног (горе) и расипног (доле) сочива, и како ту слику види људско око. У првом случају привидна слика је увећана у односу на објект, док је у другом случају умањена. 
Најзначајнији пример коришћења замишљене слике у оптици је окулар телескопа или микроскопа, систем сочива сабирне снаге који светлост из сваке тачке слике створене од стране објектива претвара у сноп паралелних зрака. Очно сочиво фокусира ове зраке на мрежњачу, а привидна слика је пројктована у бесконачност. 
За величину замишљене слике и њено увећање важе исте једначине као и за стварну слику, и исти начин одређивања знака појединих чинилаца у једначинама. Мада не постоји у физичком смислу, замшљена слика је, када се посматра, као и стварна слика субјекат дифракције светлости у оптичком склопу људског ока. 